# Olszewo-Marcisze
Olszewo-Marcisze – część wsi Olszewo-Grzymki w Polsce, położona w województwie mazowieckim, w powiecie mławskim, w gminie Stupsk.
W latach 1975–1998 Olszewo-Marcisze administracyjnie należało do województwa ciechanowskiego.